# 中村靖之介
中村 靖之介（なかむら せいのすけ、1931年10月13日 - ）は、日本の俳優、声優。北海道出身。
以前はプロ・フィットに所属していた。

## 芸歴
- 1948年（昭和23年）に前進座に入座。
- 1958年（昭和33年）に初代「中村靖之介」に改名。
- 屋号は「成駒屋（なりこまや）」。

## 出演

### ドラマCD
- マスケティア・ルージュ第一巻〜深紅の銃士〜（モンフォール伯）

### パチスロ
- 哲也〜雀聖と呼ばれた男〜（房州）

### テレビドラマ
- NHK大河ドラマ
  - 竜馬がゆく（1968年） - 桂右衛門
  - 天と地と（1969年） - 織田信行
  - 花神（1977年） - 佐々木男也
  - 黄金の日日（1978年） - 島津義久
- 三匹の侍 第6シリーズ 第9話「逃散」（1968年） - 藤助
- 遠山の金さん捕物帳（1970年 - 1973年、NET） - 高崎靖之進（与力）
- 柳生十兵衛 第5話「必殺水かがみ」（1970年） - 田添大和
- 大忠臣蔵（1971年）
- 伝七捕物帳
  - 日本テレビ版（1973年 - 1977年） - 藤助（板前）
  - テレビ朝日版（1979年）- 清助（板前）
- 必殺仕業人 第12話「あんたこの役者どう思う」（1976年） - 月之助（旅回りの役者※実は夜盗）
- 俺たちの朝 第17話「チューとレポートと協力者たち」（1977年2月13日、東宝 / NTV） - 株式会社セイトー社長
- 暴れん坊将軍（ANB）
  - 暴れん坊将軍II 第103話「質に入っため組の喧嘩!」（1985年） - 若松屋与右兵衛
  - 暴れん坊将軍V 第6話「助っ人新さん、お役者仁義」（1993年） - 太兵衛（舞台指導）
- 信濃のコロンボ （2003年） - 長野県県会議員　遠山光次朗
- 水戸黄門

### 舞台
- 一本刀土俵入（掘下げ根吉）
- お六と願哲（ずぶ六の三）
- 仮名手本忠臣蔵・六段目（女衒源六）
- 髪結い新三（魚屋新吉）
- 屈原（宋玉）
- 五重塔（大工鉄五郎）
- 魚屋宗五郎（三吉）
- 芝浜革財布（大工金公）
- 東海道四谷怪談（佐藤与茂七）
- 文七元結（藤助/甚八）

## 受賞
- 大阪市民文化賞 『続水滸伝』 解宝
- 神戸新聞社賞 『象引（歌舞伎十八番）』 象の足